# Гирло річки Поріт
Гирло річки Поріт — географічна місцевість відома древнім грекам, в період Грецькій колонізації північного Причорномор'я і Приазов'я.
Координати цієї річки відомо тільки з роботи Клавдія Птолемея, вказує на її розташування за межами Керченського півострова — отже тут діє вже інший коефіцієнт географічного спотворення. Ю. Кулаковський ототожнює цю річку з сучасним Кальміусом, Б. А. Рибаков зіставляє її з річкою Берда. На думку Зубарєва В. Г. в давнину назву Поріт все ж носила річка Кальміус.
Район Кальміусу вельми примітний в археологічному плані. Тут мають кургани що відносяться до сарматської епохи, а також вельми щільно розташовані пам'ятники зрубної культури, тобто район не був пустельний у період грецької колонізації ні до не після. І торгове сполучення з глибинними районами Донбасу цілком могло здійснюватися по Кальміусу.